# Chyrsowo (obwód Błagojewgrad)
Chyrsowo (bułg. Хърсово) – wieś w Bułgarii, w obwodzie Błagojewgrad, w gminie Sandanski. Według Ujednoliconego Systemu Ewidencji Ludności oraz Usług Administracyjnych dla Ludności, 15 marca 2016 roku miejscowość liczyła 218 mieszkańców.